# Schweizer Meisterschaften im Skilanglauf 2002
Die Schweizer Meisterschaften im Skilanglauf 2002 fanden am 29. Dezember 2001, 19. und 20. Januar 2002 und vom 28. bis zum 30. März 2002 in Campra statt. Ausgetragen wurden bei den Männern die Distanzen 30 km und 50 km, sowie ein Verfolgungsrennen und die 4 × 10 km Staffel. Bei den Frauen fanden die Distanzen 15 km und 30 km, sowie ein Verfolgungsrennen und die 4 × 5 km Staffel statt. Zudem wurden Sprintrennen ausgetragen. Bei den Männern gewann Dominik Walpen über 50 km und mit der Staffel der Grenzwachtkorps, Reto Burgermeister in der Verfolgung und Gion-Andrea Bundi über 30 km. Zudem siegte Christoph Eigenmann im Sprint. Bei den Frauen gewann Natascia Leonardi Cortesi über 15 km und in der Verfolgung, Laurence Rochat über 30 km, Brigitte Albrecht-Loretan im Sprint und die Staffel vom SC Davos.

## Männer

### 10 km klassisch + 10 km Freistil Verfolgung
| Platz | Name               | Verein        | Zeit (min) |
| ----- | ------------------ | ------------- | ---------- |
| 01    | Reto Burgermeister | Pfäffikon     | 50:24,9    |
| 02    | Patrick Mächler    | SC Davos      | 50:28,3    |
| 03    | Gion-Andrea Bundi  | Haldenstein   | 50:37,1    |
| 04    | Patrick Rölli      | SC Horw       | 51:08,5    |
| 05    | Wilhelm Aschwanden | SC Marbach    | 51:30,8    |
| 06    | Beat Koch          | SC Marbach    | 51:49,6    |
| 07    | Christian Stolz    | Schwarzenburg | 52:17,9    |
| 08    | Christophe Fresard | Saignelegier  | 52:54,7    |
| 09    | Christian Stebler  | Bannalp       | 53:09,4    |
| 10    | Remo Fischer       | Wald ZH       | 53:16,9    |

Datum: Freitag, 28. Dezember 2001 in Campra

Einzelrennen und Verfolgungsstart fanden am gleichen Tag statt und wurden als ein Rennen gewertet. Der Vorjahressieger Reto Burgermeister, der auch nachdem Einzelrennen führte, gewann mit 3,4 Sekunden Vorsprung auf Patrick Mächler und Gion-Andrea Bundi.

### 30 km Freistil
| Platz | Name               | Verein          | Zeit (std) |
| ----- | ------------------ | --------------- | ---------- |
| 01    | Gion-Andrea Bundi  | Haldenstein     | 1:18:03,3  |
| 02    | Wilhelm Aschwanden | SC Marbach      | 1:19:09,2  |
| 03    | Christophe Fresard | Saignelegier    | 1:19:12,7  |
| 04    | Patrick Rölli      | SC Horw         | 1:19:22,9  |
| 05    | Christian Stebler  | Wolfenschiessen | 1:20:27,4  |
| 06    | Mario Denoth       | Scuol           | 1:21:14,3  |
| 07    | Gilles Berney      | Le Sentier      | 1:21:15,1  |
| 08    | Thomas Frei        | SC Davos        | 1:21:18,5  |
| 09    | Remo Fischer       | Wald ZH         | 1:21:23,8  |
| 10    | Beat Koch          | SC Marbach      | 1:21:37,2  |

Datum: Sonntag, 20. Januar 2002 in Campra

Gion-Andrea Bundi siegte mit einer Minuten und 5,9 Sekunden Vorsprung auf Wilhelm Aschwanden und holte damit seinen ersten Einzeltitel.

### Sprint Freistil
| Platz | Name                | Verein            |
| ----- | ------------------- | ----------------- |
| 1     | Christoph Eigenmann | Watwil            |
| 2     | Peter von Allmen    | SC Bex            |
| 3     | Dominik Walpen      | Grenzwachtkorps   |
| 4     | Ronny Heer          | SC Horw           |
| 5     | Corsin Rauch        | Zernez            |
| 6     | Jean-Marc Chabloz   | Rougemont         |
| 7     | Andy Hartmann       | Alpina St. Moritz |
| 8     | Patrick Mächler     | SC Davos          |

Datum: Donnerstag, 28. März 2002 in Campra

### 50 km klassisch
| Platz | Name               | Verein          | Zeit (std) |
| ----- | ------------------ | --------------- | ---------- |
| 01    | Dominik Walpen     | Grenzwachtkorps | 2:12:42,9  |
| 02    | Beat Koch          | SC Marbach      | 2:13:15,7  |
| 03    | Patrick Mächler    | SC Davos        | 2:14:01,0  |
| 04    | Wilhelm Aschwanden | SC Marbach      | 2:15:28,6  |
| 05    | Reto Burgermeister | Pfäffikon       | 2:15:44,9  |
| 06    | David Romer        | Mols            | 2:16:15,5  |
| 07    | Christian Stolz    | Schwarzenburg   | 2:16:27,2  |
| 08    | Gion-Andrea Bundi  | Haldenstein     | 2:16:58,8  |
| 09    | Urs Graf           | Aeschi          | 2:17:12,6  |
| 10    | Corsin Rauch       | Zernez          | 2:17:54,9  |

Datum: Sonntag, 31. März 2002 in Campra

Überraschend gewann der 28-jährige Dominik Walpen, der keinen Nationalkader angehörte, mit 32,8 Sekunden Vorsprung vor Beat Koch und Patrick Mächler.

### 3 × 10 km Staffel
| Platz | Namen                                         | Verein          | Zeit (std) |
| ----- | --------------------------------------------- | --------------- | ---------- |
| 01    | Dominik Walpen Rico Elmer Patrick Mächler     | Grenzwachtkorps | 1:09:50,2  |
| 02    | Beat Koch Andreas Zihlmann Wilhelm Aschwanden | SC Marbach      | 1:10:36,5  |
| 03    | Reto Burgermeister Remo Fischer Stephan Kunz  | SC am Bachtel   | 1:10:43,4  |
| 04    |                                               | Grenzwachtkorps | 1:13:03.2  |
| 05    |                                               | Epalinges       | 1:13:10,2  |

Datum: Samstag, 19. Januar 2002 in Campra

Es nahmen 18 Staffeln teil.

## Frauen

### 5 km klassisch + 5 km Freistil Verfolgung
| Platz | Name                      | Verein                | Zeit (min) |
| ----- | ------------------------- | --------------------- | ---------- |
| 01    | Natascia Leonardi Cortesi | Poschiavo             | 29:20,6    |
| 02    | Brigitte Albrecht-Loretan | Lax                   | 29:34,3    |
| 03    | Andrea Senteler           | Klosters              | 30:23,1    |
| 04    | Seraina Mischol           | SC Davos              | 30:35,5    |
| 05    | Flurina Bachmann          | SC Bernina Pontresina | 30:50,8    |
| 06    | Nicole Kunz               | Lengnau               | 31:08,5    |
| 07    | Selina Gasparin           | SC Bernina Pontresina | 31:09,0    |
| 08    | Cornelia Porrini          | Wald ZH               | 31:09,6    |

Datum: Freitag, 28. Dezember 2001 in Campra

Einzelrennen und Verfolgungsstart fanden am gleichen Tag statt und wurden als ein Rennen gewertet. Natascia Leonardi Cortesi, die auch nachdem Einzelrennen führte, gewann mit 13,7 Sekunden Vorsprung auf Brigitte Albrecht-Loretan.

### 15 km Freistil
| Platz | Name                      | Verein                | Zeit (min) |
| ----- | ------------------------- | --------------------- | ---------- |
| 01    | Natascia Leonardi Cortesi | Poschiavo             | 44:02,1    |
| 02    | Laurence Rochat           | Le Lieu               | 44:28,0    |
| 03    | Andrea Senteler           | Klosters              | 45:56,6    |
| 04    | Cornelia Porrini          | Wald ZH               | 45:58,4    |
| 05    | Flurina Bachmann          | SC Bernina Pontresina | 46:02,2    |
| 06    | Andrea Huber              | Alpina St. Moritz     | 46:51,5    |
| 07    | Emilie Guisolan           |                       |            |
| 08    | Domenica Oswald           |                       |            |
| 09    | Franziska Pleschinger     |                       |            |
| 010   | Flurina Bott              |                       |            |

Datum: Donnerstag, 20. Januar 2002 in Campra

Natascia Leonardi Cortesi siegte mit 25,9 Sekunden Vorsprung auf Laurence Rochat und Andrea Senteler und holte damit ihren sechsten Meistertitel.

### Sprint Freistil
| Platz | Name                      | Verein                |
| ----- | ------------------------- | --------------------- |
| 1     | Brigitte Albrecht-Loretan | Lax                   |
| 2     | Flurina Bachmann          | SC Bernina Pontresina |
| 3     | Andrea Senteler           | Klosters              |
| 4     | Andrea Huber              | Alpina St. Moritz     |
| 5     | Laurence Rochat           | Le Lieu               |
| 6     | Edwige Capt               | Le Sentier            |

Datum: Donnerstag, 28. März 2002 in Campra

### 30 km klassisch
| Platz | Name                      | Verein                | Zeit (std) |
| ----- | ------------------------- | --------------------- | ---------- |
| 01    | Laurence Rochat           | Li Lieu               | 1:31:04,9  |
| 02    | Brigitte Albrecht-Loretan | Lax                   | 1:32:56,4  |
| 03    | Andrea Huber              | La Punt               | 1:34:09,3  |
| 04    | Andrea Senteler           | Klosters              | 1:35:23,8  |
| 05    | Cornelia Porrini          | Wald ZH               | 1:37:28,4  |
| 06    | Flurina Bachmann          | SC Bernina Pontresina | 1:38:14,2  |
| 07    | Natascia Leonardi Cortesi | Poschiavo             | 1:38:34,2  |
| 08    | Martina Romer             |                       |            |

Datum: Sonntag, 31. März 2002 in Campra
 Mit einer Minute und 51 Sekunden Vorsprung gewann Laurence Rochat vor Brigitte Albrecht-Loretan und holte damit ihren zweiten Meistertitel.

### 3 × 5 km Staffel
| Platz | Namen                                                 | Verein            | Zeit (min) |
| ----- | ----------------------------------------------------- | ----------------- | ---------- |
| 01    | Seraina Mischol Sandra Gredig Saskia Bösch            | SC Davos          | 40:59,5    |
| 02    | Andrea Huber Sandra Nett Rina Scarpatetti             | Alpina St. Moritz | 41:01,9    |
| 03    | Nadeschda Burlakowa Nathalie Kessler Cornelia Porrini | SC am Bachtel     | 41:45,7    |

Datum: Samstag, 19. Januar 2002 in Campra

Es waren acht Staffeln am Start.